# Rosa María Britton
Rosa María Britton (n. 28 iulie 1936, Chimán⁠(d), Provincia Panamá, Panama – d. 16 iulie 2019, Ciudad de Panamá, Panama) a fost o scriitoare panameză.

## Opere

### Romane
- El ataúd de uso 1983
- El señor de las lluvias y el viento 1984
- No pertenezco a este siglo 1991
- Laberintos de orgullo 2002
- Suspiros de fantasmas 2005

### Teatru
- Hannah 1986
- loves 1987
- Rachel 1994
- Yo Mama 1999

### Povești
- ¿Quién inventó el mambo? 1985
- La muerte tiene dos caras 1987
- Semana de la mujer y otras calamidades 1995
- Todas íbamos a ser reinas 1995
- Semana de la mujer y otras calamidades, 1995
- La nariz invisible y otros misterios, 2001
- Historia de Mujeres Crueles, 2011